# Dhanusha
Der Distrikt Dhanusha (auch Dhanusa; Nepali धनुषा IAST Dhanuṣā) ist einer von 77 Distrikten in Nepal und gehört seit der Verfassung von 2015 zur Provinz Madhesh.

## Geschichte
Bis zum Jahr 2015 gehörte Dhanusha zur Verwaltungszone Janakpur, die ihrerseits zur Entwicklungsregion Mitte gehörte.
Der erste Präsident der Republik Nepal Ram Baran Yadav stammt aus dem Distrikt.

## Geographie
Dhanusha liegt im Süden des Landes (Terai) an der Grenze zu Indien. Die Distrikthauptstadt ist Janakpur.

## Einwohner
Gemäß der Volkszählungen hatte der Distrikt im Jahr 2001 671.364 Einwohner, 2011 waren es 754.777.

### Religion
Dhanusha ist eines der wichtigsten Pilgerziele für Hindus in Nepal, da es das Geburtsland der mythologischen Janakpurdham Sita ist. Sita war die Adoptiv-Tochter des Königs Janaka und heiratete den Sohn Ram Chandra des Königs Dasharath von Ayodhya.
Der einstige Palast von König Janak ist heute ein Tempel. Dort befindet sich auch ein Tempel, in dem Ram seine Gemahlin Sita geheiratet haben soll, und bis heute wird hier jedes Jahr ein Fest mit dem Namen Bibaha Panchami anlässlich der Trauung von Ram und Sita gefeiert. Der Tempel wird hierfür wie für ein wirkliche Hochzeit geschmückt.

## Verwaltungsgliederung
Städte im Distrikt Dhanusha:
- Chireshwarnath
- Dhanushadham
- Ganeshman-Charnath
- Janakpur
- Mithila
- Sabaila
- Nagarain
- Bideha
- Sahidnagar
- Kamala
- Mithila Bihari
- Hansapur

Gaunpalikas (Landgemeinden):
- Janaknandani
- Bateshwar
- Mukhiyapatti Musharniya
- Lakshminya
- Aurahi
- Dhanauji

Bis zum Jahr 2017 wurde der Distrikt in die folgenden Village Development Committees (VDCs) unterteilt:
- Andupatti
- Aurahi
- Bafai
- Bagchaura
- Baheda Bala
- Bahuarba
- Balabakhar
- Balaha Kathal
- Balaha Sadhara
- Ballagoth
- Baniniya
- Basahiya
- Basbitti
- Bateswor
- Bega Shivapur
- Bhuchakrapur
- Bhutahi Paterwa
- Bindhi
- Bisarbhora
- Chakkar
- Chora Koilpur
- Debadiha
- Deuri Parbaha
- Devpura Rupetha
- Dhabouli
- Dhanauji
- Dubarikot Hathalekha
- Duhabi
- Ekarahi
- Fulgama
- Ghodghans
- Giddha
- Gopalpur
- Goth Kohelpur
- Hansapur Kathpula
- Hardiya
- Harine
- Hathipur Harbara
- Inarwa
- Itaharwa
- Jhatiyahi
- Jathai
- Jhojhi Kataiya
- Jamunibas
- Kachuri Thera
- Kajara Ramaul
- Kanakpatti
- Khajuri Chanha
- Khariyani
- Kurtha
- Lagmamdha Guthi
- Lakhouri
- Lakkad
- Laxminibas
- Laxmipur Bagewa
- Lohana Bahbangama
- Machijhitakaiya
- Mahuwa
- Manshingpatti
- Mitheleswor Nikas
- Mithileswor Mauwahi
- Mujeliya
- Mukhiyapatti (Mushargiya)
- Nagarain
- Nauwakhor Prashahi
- Nunpatti
- Pachaharwa
- Papikleshwor
- Patanuka
- Paterwa
- Paudeswor
- Puspalpur
- Raghunathpur
- Rampur Birta
- Sapahi
- Shantipur
- Siddha
- Singyahi Maidan
- Sinurjoda
- Sonigama
- Suga Madhukarahi
- Suganikash
- Tarapatti Sirsiya
- Terha (Dumariya)
- Thadi Jhijha
- Tulsi Chauda
- Tulsiyahi Nikas
- Tulsiyani Jabdi
- Yadukush